# Gorka Iraizoz
Gorka Iraizoz Moreno (Pamplona, 6. ožujka 1981.), je španjolski umirovljeni nogometni vratar.
Većinu karijere proveo je u Athletic Bilbau, za kojega je nastupio u 392 službene utakmice.

## Karijera

### Girona
Dana 14. lipnja 2017. godine, Iraizoz potpisuje dvogodišnji ugovor s novim prvoligašem Gironom, kojem je to bila premijerna sezona u La ligi. Tamo je vrećinu vremena proveo kao zamjena Marokancu Bonu.
Po završetku sezone 2018./19., u kojoj je Girona ispala u niži rang, napušta klub te završava karijeru.

## Klupski uspjesi
Espanyol
- Kup Kralja (1): 2005./06.

Athletic Bilbao
- Španjolski superkup (1): 2015.

## Vanjske poveznice
- Profil na Transfermarktu
- Profil na Soccerwayu